# Logan (Kansas)
Logan és una població dels Estats Units a l'estat de Kansas. Segons el cens del 2000 tenia 603 habitants.

## Demografia
Segons el cens del 2000, Logan tenia 603 habitants, 249 habitatges, i 167 famílies. La densitat de població era de 154,2 habitants/km².
Dels 249 habitatges en un 26,1% hi vivien nens de menys de 18 anys, en un 56,2% hi vivien parelles casades, en un 7,6% dones solteres, i en un 32,9% no eren unitats familiars. En el 30,5% dels habitatges hi vivien persones soles el 16,1% de les quals corresponia a persones de 65 anys o més que vivien soles. El nombre mitjà de persones vivint en cada habitatge era de 2,22 i el nombre mitjà de persones que vivien en cada família era de 2,78.
Per edats la població es repartia de la següent manera: un 21,7% tenia menys de 18 anys, un 4,6% entre 18 i 24, un 20,6% entre 25 i 44, un 25,4% de 45 a 60 i un 27,7% 65 anys o més.
L'edat mediana era de 47 anys. Per cada 100 dones de 18 o més anys hi havia 76,1 homes.
La renda mediana per habitatge era de 29.417 $ i la renda mediana per família de 35.769 $. Els homes tenien una renda mediana de 28.393 $ mentre que les dones 20.000 $. La renda per capita de la població era de 14.336 $. Entorn del 8,3% de les famílies i el 12,4% de la població estaven per davall del llindar de pobresa.

## Poblacions més properes
El següent diagrama mostra les poblacions més properes.